# Санта-Марина-Салина
Са́нта-Мари́на-Сали́на (итал. Santa Marina Salina, сиц. Santa Marina) — коммуна в Италии, располагается в регионе Сицилия, в провинции Мессина.
Население составляет 807 человек (2008 г.), плотность населения составляет 101 чел./км². Занимает площадь 8 км². Почтовый индекс — 98050. Телефонный код — 090.
Покровительницей коммуны почитается святая Марина из Вифинии, празднование 17 июля.

## Демография
Динамика населения:

## Администрация коммуны
- Официальный сайт: http://www.comune.santa-marina-salina.me.it/